# Final da Liga Europa da UEFA de 2014–15
A Final da Liga Europa da UEFA de 2014–2015 foi o jogo final da 44° edição do torneio, anualmente organizado pela UEFA, e a sexta edição desde que foi renomeada de Taça UEFA para Liga Europa da UEFA.
Foi disputada no Estádio Nacional de Varsóvia em Varsóvia, Polônia, em 27 de maio de 2015. 
O vencedor ganhou o direito de jogar contra o campeão da Liga dos Campeões da UEFA de 2014–15, na Supercopa da UEFA de 2015, além de garantir vaga na Liga dos Campeões da UEFA de 2015–16.

## Pré-jogo

### Embaixador
O ex-jogador internacional da Polônia Jerzy Dudek, que venceu a Liga dos Campeões da UEFA com o Liverpool em 2005, foi nomeado como embaixador para a final.

### Logotipo
A UEFA revelou a identidade visual da final em 29 de agosto de 2014.

## Partida
| 27 de maio de 2015 | Dnipro                               | 2 - 3     | Sevilla                                        | Estádio Nacional de Varsóvia, Varsóvia |
| 20:45              | Nikola Kalinić 8' · Ruslan Rotan 44' | Relatório | Grzegorz Krychowiak 28' · Carlos Bacca 31' 58' | Árbitro: ENG Martin Atkinson           |

| Dnipro Dnipropetrovsk | Sevilla |

|                 |    |                     |  |
|                 |    |                     |  |
| GK              | 71 | Denys Boyko         |  |
| RB              | 44 | Artem Fedetskyi     |  |
| CB              | 23 | Douglas             |  |
| CB              | 14 | Yevhen Cheberyachko |  |
| LB              | 12 | Leo Matos           |  |
| DM              | 7  | Jaba Kankava        |  |
| DM              | 25 | Valeriy Fedorchuk   |  |
| RM              | 99 | Matheus             |  |
| AM              | 29 | Ruslan Rotan        |  |
| LM              | 10 | Yevhen Konoplyanka  |  |
| CF              | 9  | Nikola Kalinić      |  |
| Substitutos:    |    |                     |  |
| GK              | 16 | Jan Laštůvka        |  |
| DF              | 2  | Alexandru Vlad      |  |
| MF              | 19 | Roman Bezus         |  |
| MF              | 20 | Bruno Gama          |  |
| MF              | 24 | Valeriy Luchkevych  |  |
| MF              | 28 | Shakhov             |  |
| FW              | 11 | Yevhen Seleznyov    |  |
| Treinador:      |    |                     |  |
| Myron Markevych |    |                     |  |

|              |    |                        |  |
|              |    |                        |  |
| GK           | 29 | Sergio Rico            |  |
| RB           | 22 | Aleix Vidal            |  |
| CB           | 6  | Daniel Carriço         |  |
| CB           | 15 | Timothée Kolodziejczak |  |
| LB           | 2  | Benoît Trémoulinas     |  |
| DM           | 25 | Stéphane Mbia          |  |
| DM           | 4  | Grzegorz Krychowiak    |  |
| RM           | 10 | José Antonio Reyes     |  |
| AM           | 19 | Éver Banega            |  |
| LM           | 20 | Vitolo                 |  |
| CF           | 9  | Carlos Bacca           |  |
| Substitutos: |    |                        |  |
| GK           | 13 | Beto                   |  |
| DF           | 5  | Diogo Figueiras        |  |
| DF           | 23 | Coke                   |  |
| MF           | 12 | Vicente Iborra         |  |
| MF           | 17 | Denis Suárez           |  |
| FW           | 7  | Kevin Gameiro          |  |
| Treinador:   |    |                        |  |
| Unai Emery   |    |                        |  |

Regras da partida
- 90 minutos de tempo regulamentar.
- 30 minutos de tempo extra (prorrogação), se necessário.
- Sete substitutos nomeados, dos quais até três podem ser usados.

## Ligações Externas
- Site oficial da competição (em português)